# 馬伝染性子宮炎
馬伝染性子宮炎（うまでんせんせいしきゅうえん、英:contagious equine metritis;CEM）とはTaylorella equigenitalis感染を原因とする馬の感染症。家畜伝染病予防法において届出伝染病に指定されている。日本では1980年以降、毎年発生していたが、2005年の発生以降は報告されていない。

## 原因
Taylorella equigenitalisは球桿ないし桿状の微好気性（10%CO2要求性）グラム陰性菌であり、チョコレート寒天培地でよく発育する。カタラーゼ、オキシダーゼ、フォスファターゼ陽性。感染は主に交配により起こり、汚染水などによる経口感染も成立する。

## 症状
雄では無症状で、キャリアーとなる。雌では子宮頸管炎や膣炎を伴う子宮内膜炎を主徴とし、不受胎、早期発情を繰り返す。稀に流産。

## 診断
ユーゴンチョコレート寒天培地による炭酸ガス培養による菌の分離あるいはPCRにより診断を行う。補助試験としてCF、HI試験が利用されることがある。

## 治療
生殖器をクロルヘキシジンで洗浄、消毒し、アンピシリン、フラジオマイシンなどの抗菌剤で治療する。治療の後、再びTaylorella equigenitalisが分離される場合は陰核洞あるいは陰核の切除を行う。

## 予防
有効なワクチンが実用化されていないため、予防には保菌馬との交配を避けることが最も重要である。